# Cyriaka
Cyriaka – żeński odpowiednik imienia Cyriak. Wśród patronek tego imienia – św. Cyriaka, zm. w 307 roku w Nikomedii.
Cyriaka imieniny obchodzi: 20 marca, 19 maja, 15 lipca i 21 sierpnia.